# Żdżary-Kolonia (województwo zachodniopomorskie)
Żdżary-Kolonia (potocznie Stare Żdżary) – nieoficjalna część wsi Żdżary, w województwie zachodniopomorskim, w powiecie goleniowskim, w  gminie Goleniów.
Miejscowość położona u podnóża lasów Puszczy Goleniowskiej, przy drodze gminnej łączącej Żdżary z Łaniewem. 
W Żdżarach-Kolonii dominuje zabudowa o charakterze mieszkaniowym, jednorodzinnym. Powstaje tam spora ilość nowych domów stanowiących przedmieścia Goleniowa. 
Nieopodal, w lesie, przy drodze gminnej znajduje się kamień pamięci mieszkańców Żdżar i Łaniewa, którzy zginęli na frontach I wojny światowej. 
Okoliczne miejscowości: Goleniów, Modrzewie, Łaniewo.  